# NGC 2387
NGC 2387 ist eine Spiralgalaxie vom Hubble-Typ S im Sternbild Fuhrmann. Sie ist schätzungsweise 893 Millionen Lichtjahre von der Milchstraße entfernt.
Das Objekt wurde am  10. März 1790 von dem Astronomen William Herschel entdeckt.